# Dach dwuspadowy

Dach dwuspadowy

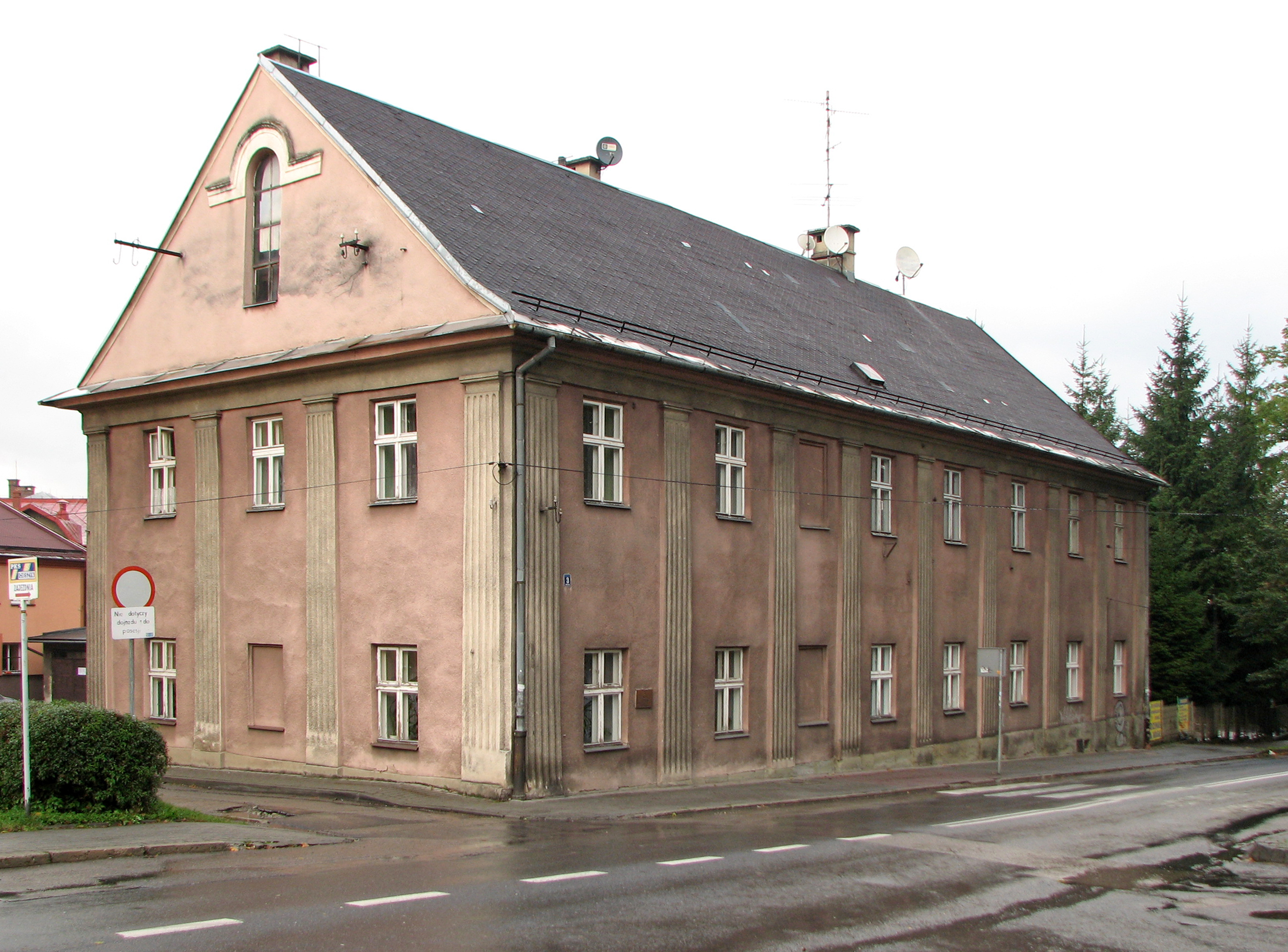
Budynek z dachem dwuspadowym

Dach dwuspadowy, inaczej dach dwupołaciowy, szczytowy lub siodłowy – dach o dwóch przeciwległych połaciach połączonych w kalenicy. Cechą charakterystyczną dachu dwuspadowego jest występowanie trójkątnych ścian bocznych, zwanych szczytami, zamykających bryłę dachu w płaszczyznach prostopadłych do kalenicy. 
Dach dwuspadowy może być symetryczny (gdy połacie są jednakowe oraz są nachylone pod jednakowym kątem) lub niesymetryczny.
Dach dwuspadowy jest prosty w wykonaniu i umożliwia łatwe doświetlenie poddasza oknami wykonanymi w szczytach. Przy odpowiednim spadku połaci pozwala na łatwe wykorzystanie poddasza do celów użytkowych (skosy są tylko wzdłuż dwóch ścian), pozwala też na łatwe odprowadzenie wody i śniegu.